# بوئنا ویستا (جورجیا)
بوئنا ویستا، جورجیا (به انگلیسی: Buena Vista, Georgia) یک شهر در ایالات متحده آمریکا با جمعیت ۱٬۶۶۴ نفر است که در جورجیا واقع شده‌است.

## موقعیت جغرافیایی
موقعیت جغرافیایی شهرها و مناطق اطراف به شرح زیر است:

## نگارخانه

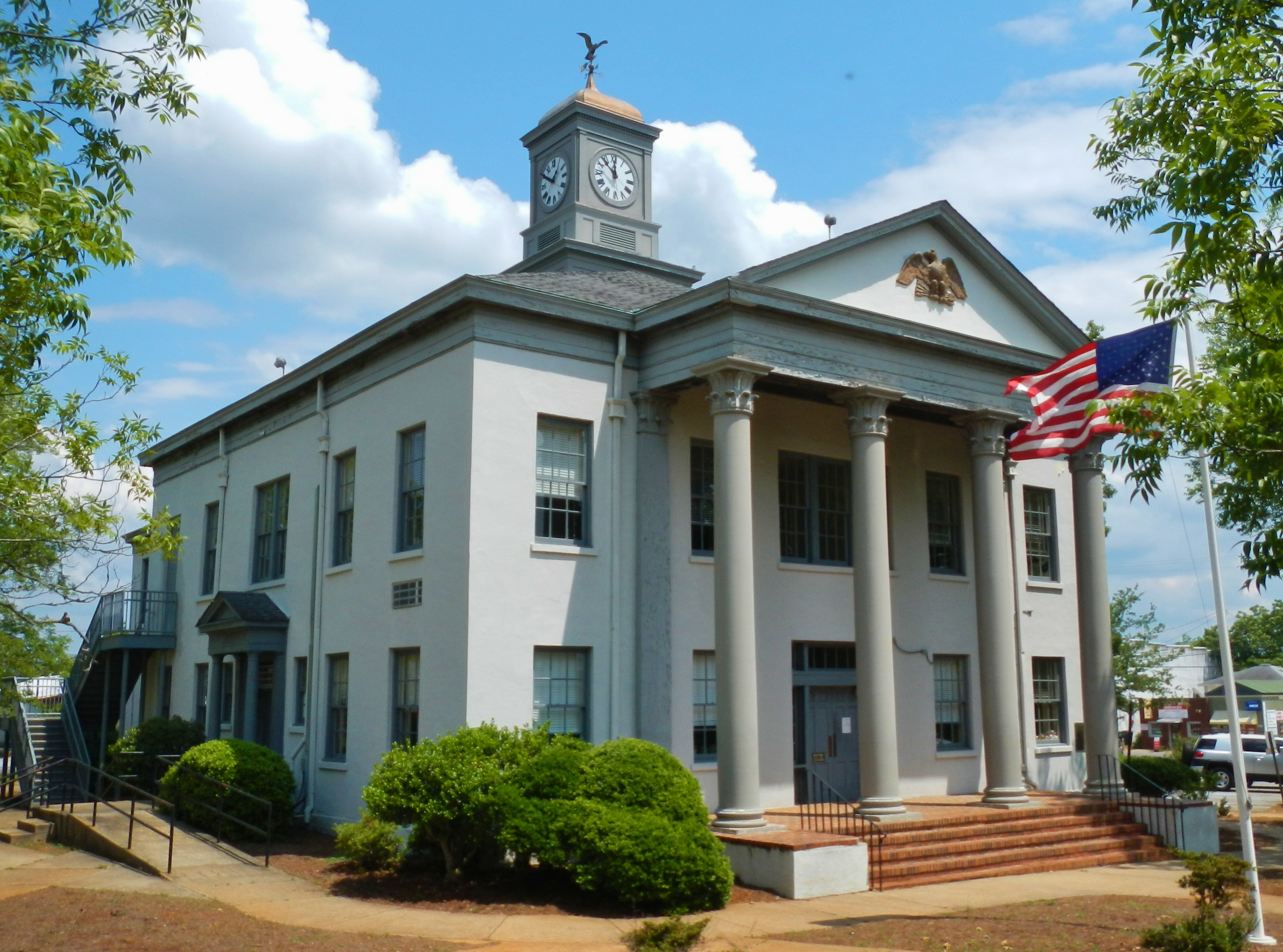
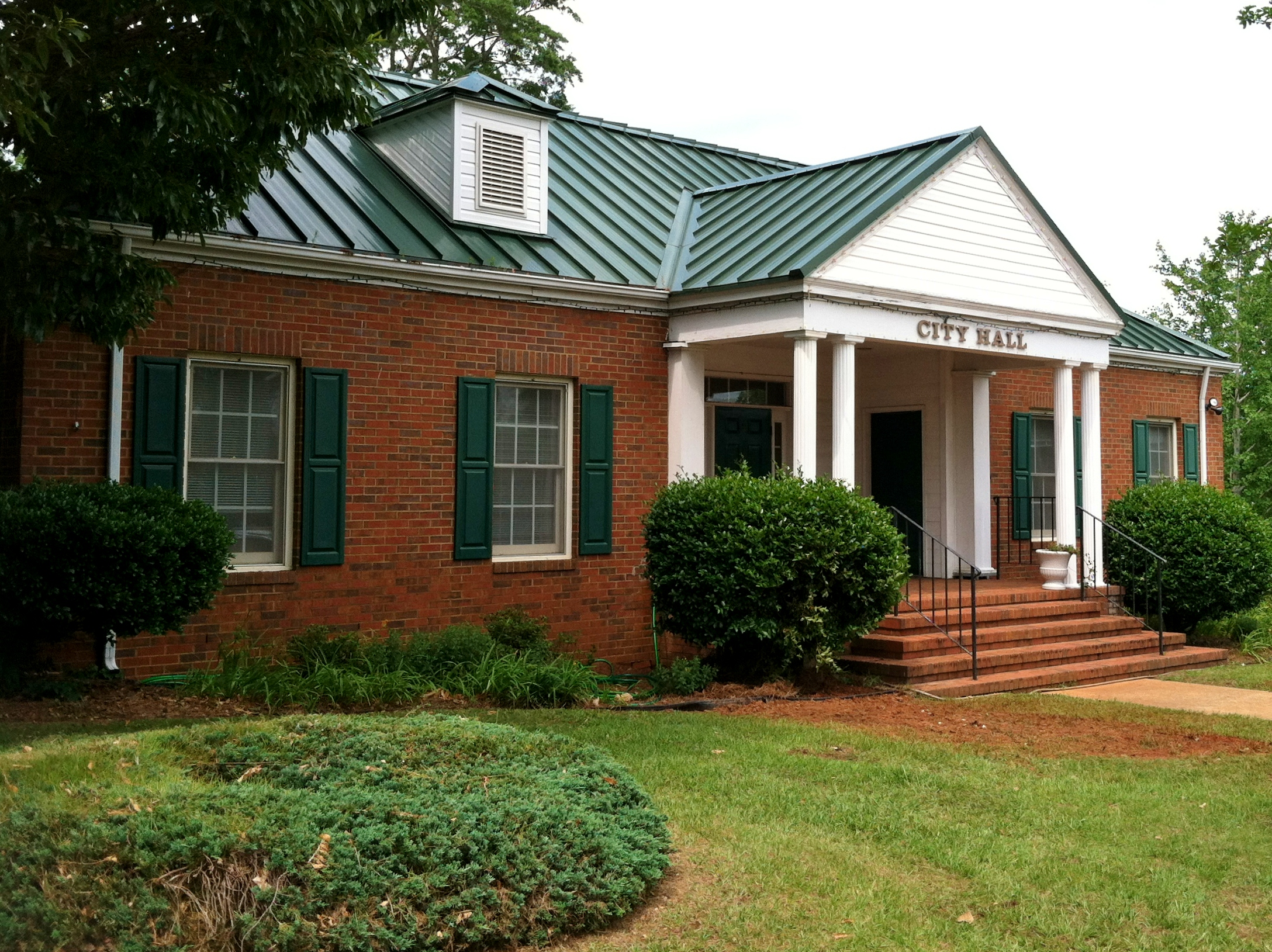
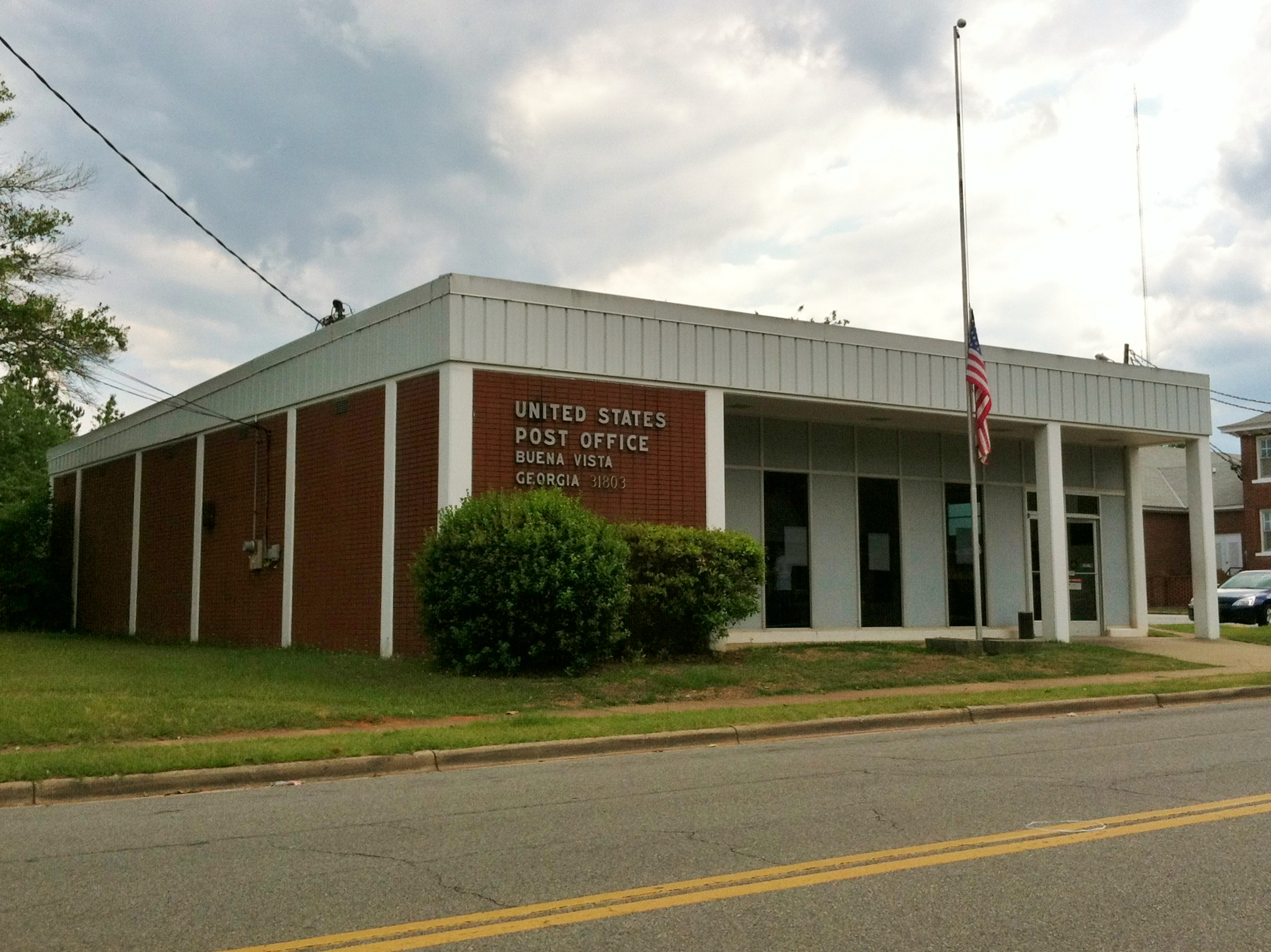
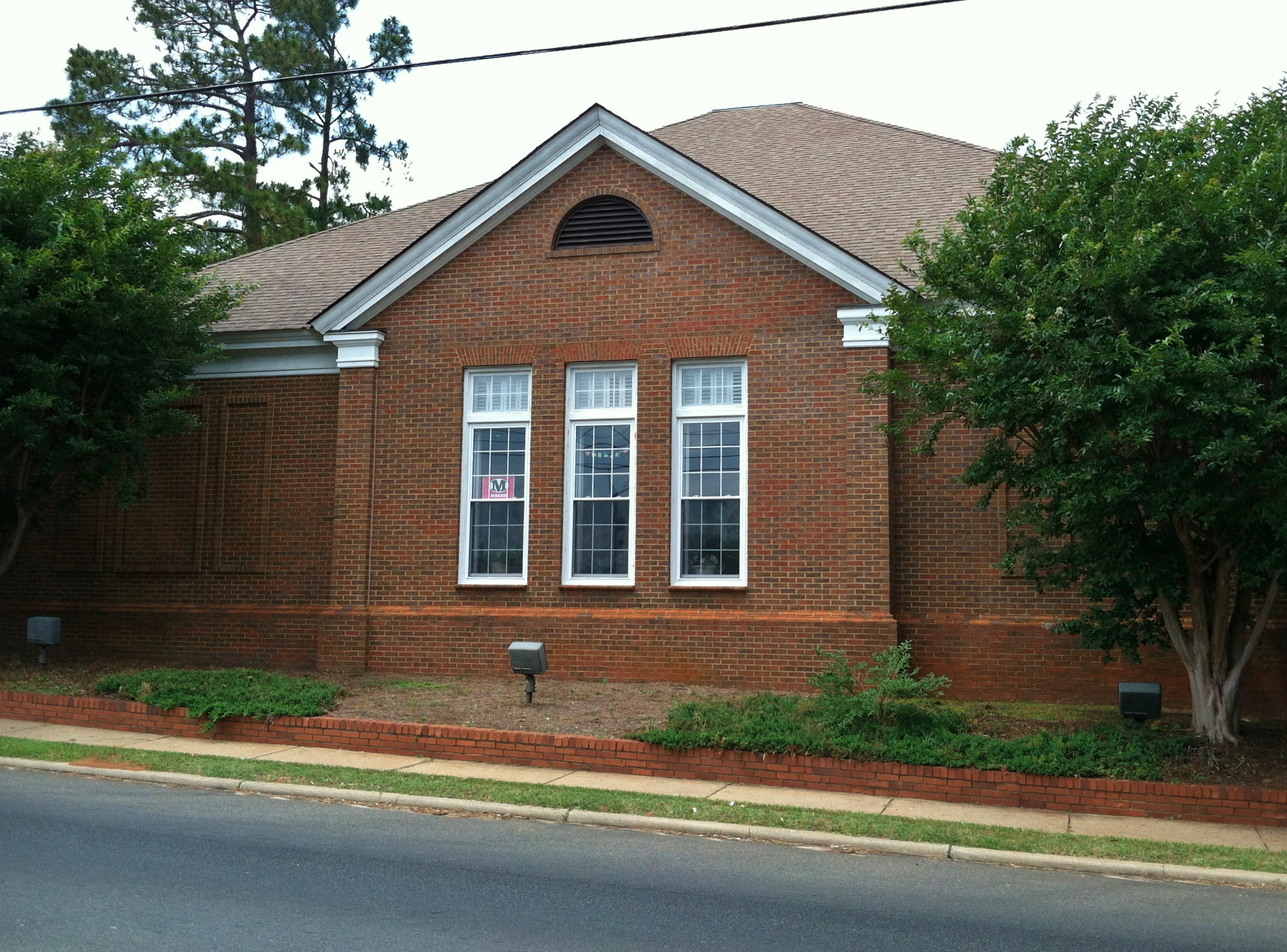
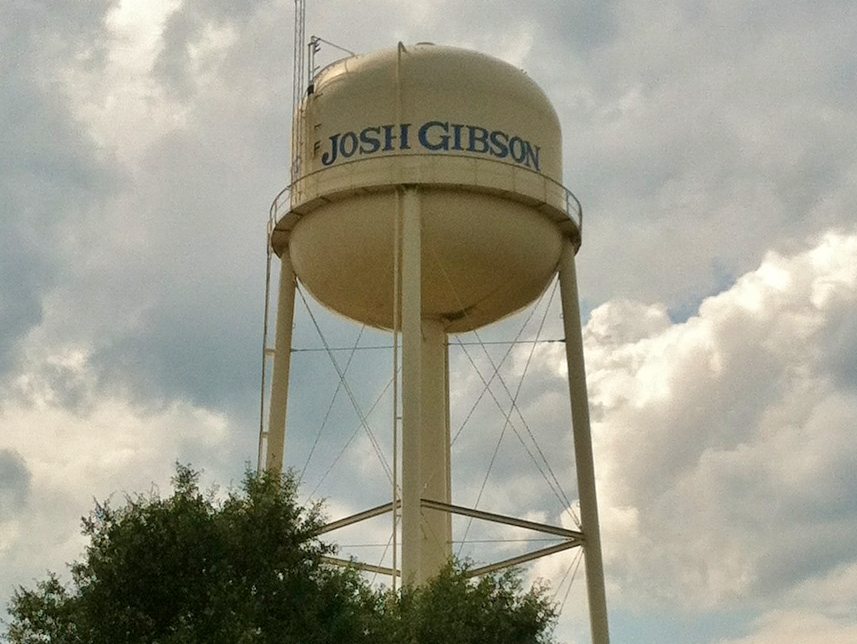
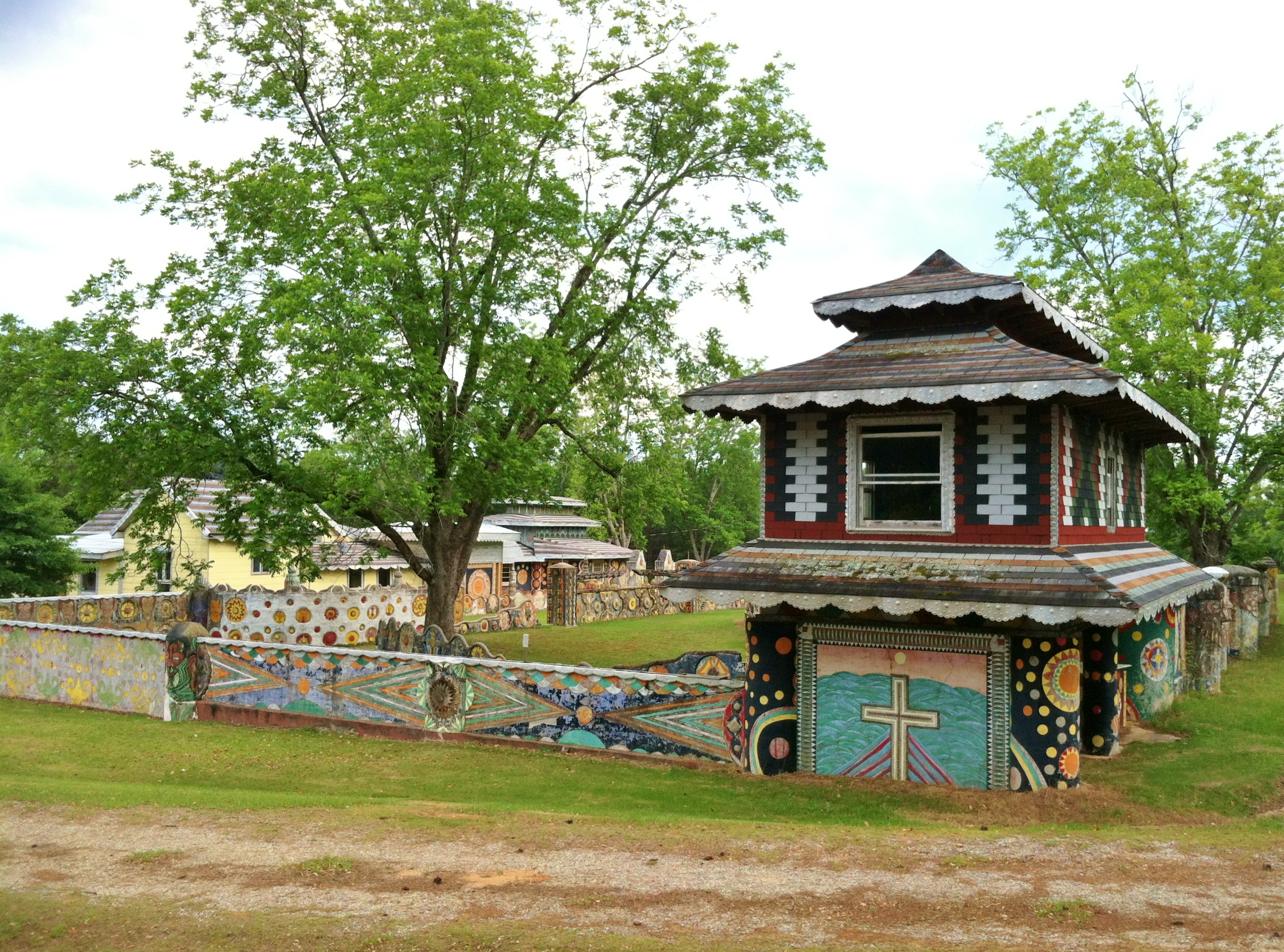
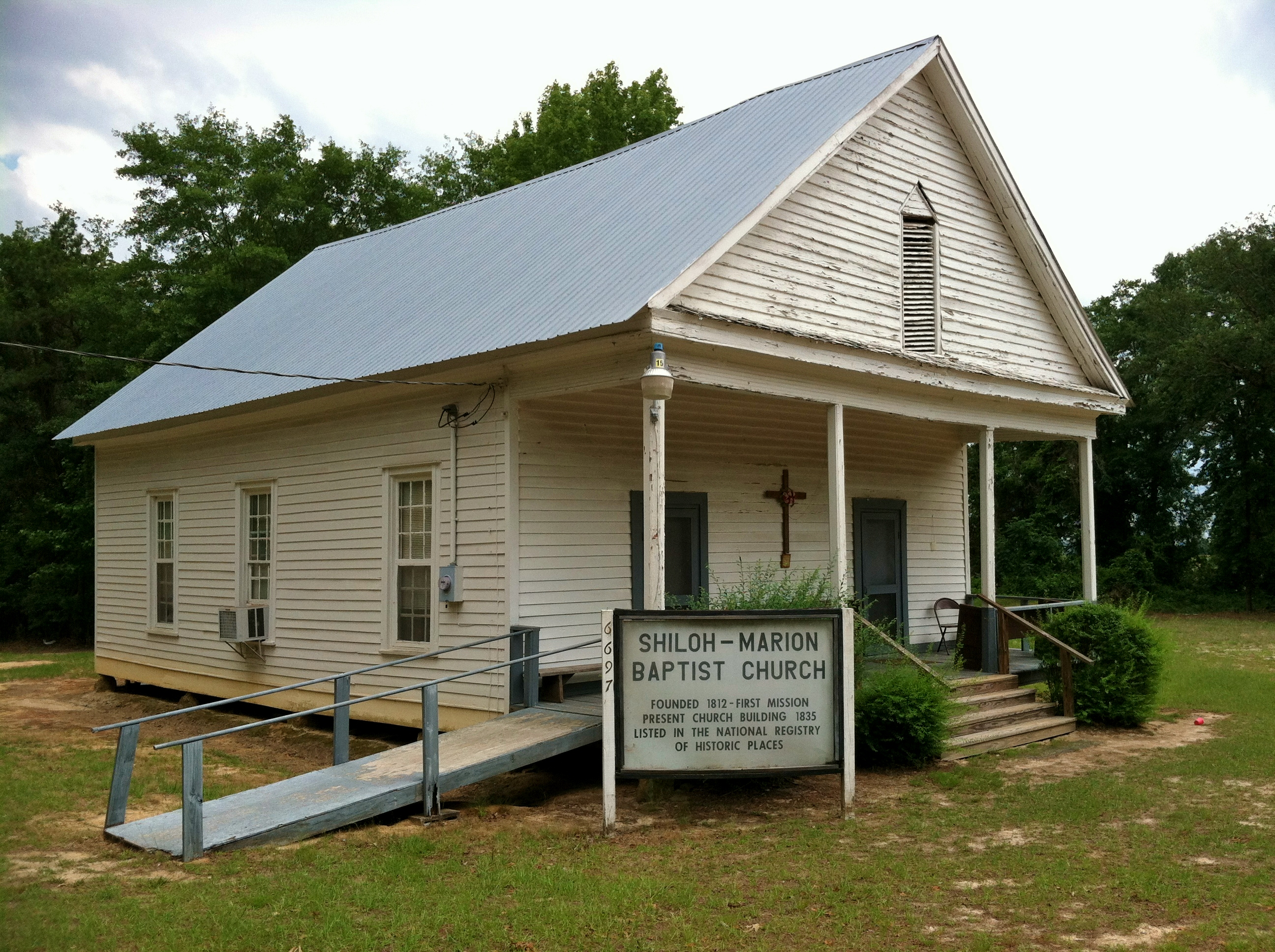
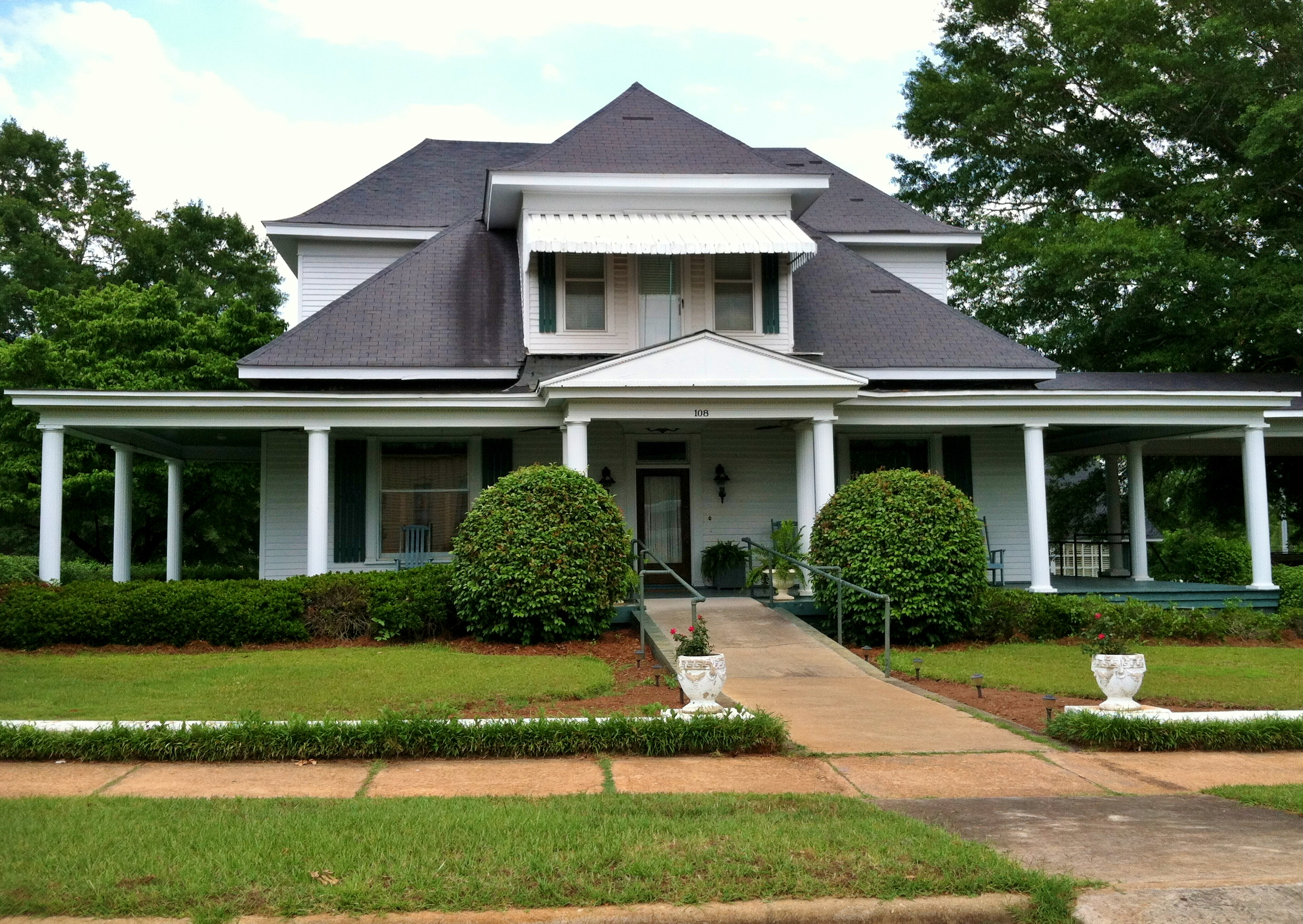
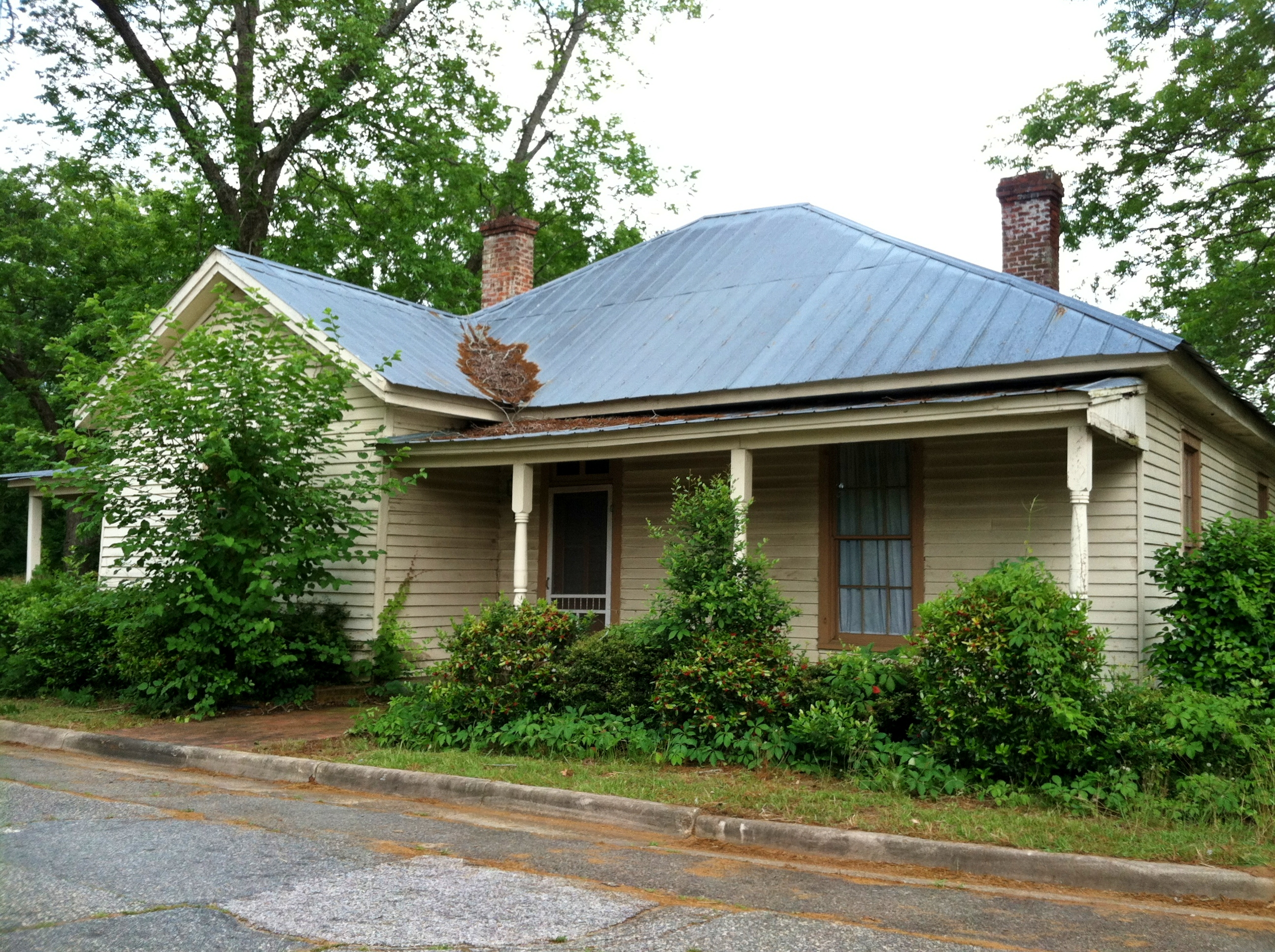